# 釜石都市圏
釜石都市圏（かまいしとしけん）は、岩手県釜石市を中心とする都市圏である。

## 概要
岩手県東南部に位置する。太平洋に面しており、釜石港を有する。釜石線、三陸鉄道リアス線、国道45号、国道283号が通じており、三陸海岸の各都市を結ぶ南北軸と、内陸部の北上盆地に伸びる東西軸からなる地域である。

## 定義
一般的な都市圏の定義については都市圏を参照。
岩手県が定めた「釜石広域生活圏」は、釜石市、遠野市、上閉伊郡大槌町を範囲とする生活都市圏であり、上閉伊地域とも呼ばれる。

### 都市雇用圏（10% 通勤圏）
- 釜石市を中心市とする都市雇用圏（10 % 通勤圏）の人口は5万4850人（2010年国勢調査基準）。
- 中心 DID（人口集中地区）人口は1万8428人（2010年）。

都市雇用圏（10 % 通勤圏）の変遷
| 自治体 ('80) | 1980年                | 1990年                | 1995年                | 2000年                | 2005年                | 2010年                | 自治体 （現在） |
| ------------ | --------------------- | --------------------- | --------------------- | --------------------- | --------------------- | --------------------- | --------------- |
| 釜石市       | 釜石 都市圏 8万6538人 | 釜石 都市圏 7万1542人 | 釜石 都市圏 6万7748人 | 釜石 都市圏 6万4000人 | 釜石 都市圏 5万9503人 | 釜石 都市圏 5万4850人 | 釜石市          |
| 大槌町       | 釜石 都市圏 8万6538人 | 釜石 都市圏 7万1542人 | 釜石 都市圏 6万7748人 | 釜石 都市圏 6万4000人 | 釜石 都市圏 5万9503人 | 釜石 都市圏 5万4850人 | 大槌町          |